# El Castillo (Nicaragua)
El Castillo es un municipio del departamento de Río San Juan en la República de Nicaragua. La cabecera es la localidad de Boca de Sábalos.

## Geografía
El pueblo se encuentra a orillas del Río San Juan a la altura de los rápidos de El Diablo.
El término municipal limita al norte con el municipio de Bluefields, al sur con la República de Costa Rica, al este con el municipio de San Juan del Norte y al oeste con el de San Carlos. La cabecera municipal está ubicada a 350 kilómetros de la capital de Managua.

## Historia
En la población destaca el Castillo de la Inmaculada Concepción, construida por los españoles entre 1673 y 1675 para impedir las incursiones de los piratas que subían por el río San Juan para acceder luego al lago Cocibolca y atacar desde éste la ciudad de Granada.
A lo largo del siglo XVIII la fortaleza sufrió varias veces el asedio de las tropas británicas. En 1780 un ataque dirigido por Lord George Germain con la intención de tomar la plaza y asegurar el control británico del lago Nicaragua contó entre sus filas con un joven capitán de nombre Horatio Nelson que se encargó de dirigir parte de las tropas a través de la selva para atacar la fortaleza desde una loma en la retaguardia que hoy en día sigue recibiendo el nombre de Lomas de Nelson.
Hoy en día la fortaleza alberga un museo y una biblioteca y se encuentra en la lista de lugares que en breve serán nominados por la Unesco como Patrimonio de la Humanidad.

## Demografía
El Castillo tiene una población actual de 43,365 habitantes. De la población total, el 50.6% son hombres y el 49.4% son mujeres. Casi el 20% de la población vive en la zona urbana.

## Naturaleza y clima
El municipio tiene un clima con una precipitación anual que oscila entre los 2800 a 4000 mm, la temperatura es de aproximadamente 25 °C, la zona que pertenece al municipio está catalogada como selva tropical, con condiciones climáticas húmedas. Las características topográficas del municipio son de suelos ondulados, con muy buenas condiciones climáticas y topográficas para la agricultura y la ganadería.
Tiene áreas protegidas como la Reserva biológica Indio Maíz y una serie de reservas silvestre privadas que actúan como zonas de amortiguamiento y protección de la Naturaleza contra la expansión de la frontera agrícola. Estas reservas son de bosques húmedos primarios.

## Localidades
Existen en el término las siguientes 43 entre comarcas y comunidades: El Castillo, Santa Cruz, Boca de Sábalos, San Antonio, Mauricio Gutiérrez, Laureano Mairena, Marlon Zelaya, Marcelo, Buena Vista, Gordiano, Guasimo, La Quesada, Las Colinas, Che Guevara, Boca de Escalara, Las Maravillas, Chanchón, Nueva Libertad, El Bosque, Laguna Blanca, La Ñoca, Aguas Claras, Maritza Quezada, Mónico, Bartola, La Juana, La Pimienta, Poco Sol, Kilómetro 20, El Puentón, El Gavilán, Romerito, Filas Verde, El Diamante, El Padilla, Reserva Montecristo.

## Economía
La principal actividad económica es la agricultura, destacando entre los cultivos de palma africana, naranja, cacao, frijol y maíz. El ecoturismo y la pesca deportiva del Sábalo lo está convirtiendo en un destino turístico por descubrir, donde hoteles, eco lodges o eco albergues y reservas silvestres privadas como Reserva Silvestre Privada Montecristo ofrecen la naturaleza como su principal atractivo.